# Antoon De Candt
Antoon De Candt (Wevelgem 13 april 1939 — Billy-Montigny, 9 oktober 1966) was een Vlaams kleinkunstzanger en gitarist. De Candt stond bekend om zijn ironische en maatschappijkritische teksten.

## Biografie
Hij studeerde als jongeman Grieks-Latijn in Kortrijk en nadien dictie en muziek aan de conservatoria van Brussel en Gent. De Candt was làng voor de rebelse jaren 60 echt begonnen al een soort hippie. Hij liet zijn haar groeien, kleedde zich naar de normen van die tijd vrij eigenzinnig en kon niet om met gezag.
Rond Kerstmis 1962 opende hij in Kortrijk de artiestenkroeg "'t Krotekot". Hij trad op in heel Vlaanderen, maar op 2 december 1963 werd hij opgeroepen voor zijn legerdienst. De Candt was een overtuigd pacifist en bovendien had hij een hekel aan alles wat met militarisme had te maken nadat zijn vader in 1940 als soldaat per ongeluk door een andere rekruut was doodgeschoten. Hierom deserteerde hij meerdere keren, belandde in de cel en vluchtte ten slotte naar het buitenland. De Candt verbleef afwisselend in Spanje, Zwitserland en Frankrijk, maar keerde regelmatig clandestien terug naar België om zijn vrienden of familie te bezoeken. Tijdens een van die bezoeken ontmoette hij in Antwerpen Ferre Grignard, met wie hij goed bevriend raakte.
In 1966 kwam De Candt om tijdens een verkeersongeluk in het Franse Billy-Montigny, toen zijn auto door een zwaardere wagen werd aangereden.
Johan Anthierens was een van de Candts vroege bewonderaars. Hans de Booij coverde in 1992 De Candts nummer Sprookje op zijn cd Vlaamse helden.